# Liodrosophila coeruleifrons
Liodrosophila coeruleifrons är en tvåvingeart som först beskrevs av Johannes Cornelis Hendrik de Meijere 1911.  Liodrosophila coeruleifrons ingår i släktet Liodrosophila och familjen daggflugor. Inga underarter finns listade i Catalogue of Life.